# Saljino (Gali)
Saljino (en georgiano: სალხინო) o Lashtra (en abjasio: Лашҭра) es una aldea que pertenece a la parcialmente reconocida República de Abjasia, dentro del distrito de Gali, aunque de iure es parte del municipio de Gali de la República Autónoma de Abjasia de Georgia.

## Geografía
Saljino se encuentra en la llanura de Samurzajano, a 13 km de Gali. Las aldea se administra desde el pueblo de Chuburjinyi.  